# Nguyễn Bảo (nhà văn)
Nguyễn Bảo (tên thật là Nguyễn Ngọc Bảo, sinh năm 1950) là nhà văn Việt Nam, được tặng Giải thưởng Nhà nước về Văn học Nghệ thuật năm 2022.

## Tiểu sử
Nguyễn Bảo tên thật là Nguyễn Ngọc Bảo, sinh ngày 2 tháng 4 năm 1950 tại xã Vĩnh Thịnh, huyện Vĩnh Lộc, tỉnh Thanh Hóa. 
Lúc học phổ thông, Nguyễn Bảo đã đoạt giải nhất môn Văn trong kỳ thi học sinh giỏi lớp 10 toàn tỉnh Thanh Hóa. Sau đó anh vào học tại Khoa Ngữ văn, Trường Đại học Tổng hợp Hà Nội. Vào năm 1971, tốt nghiệp đại học, Nguyễn Bảo nhập ngũ, làm phóng viên chiến trường tại Mặt trận Trung Trung Bộ.
Sau ngày thống nhất đất nước, ông làm việc tại Ban Văn học thuộc Cục Chính trị Quân khu 5, sau đó được điều về làm biên tập viên Tạp chí Văn nghệ quân đội và lần lượt được cử làm Trưởng ban văn xuôi, năm 1993 là Phó tổng biên tập, rồi Tổng biên tập từ năm 2006 đến 2010. Năm 2010, Nguyễn Bảo nghỉ hưu với quân hàm đại tá.

## Sự nghiệp
Nguyễn Bảo là nhà văn thành công với mảng đề tài người lính và chiến tranh cách mạng. Khởi đầu cho sự nghiệp viết văn của Nguyễn Bảo là truyện ngắn đầu tay "Kỷ niệm về một người bạn" viết vào năm 1972.
Hơn 40 năm cầm bút, Nguyễn Bảo đã để lại nhiều dấu ấn với hàng chục tác phẩm: về truyện ngắn và ký có: Biển đêm (NXB Quân đội nhân dân - 1982); Những người sẽ vào thành phố (1996); Điều bất ngờ (1999); Quà tặng (NXB Quân đội nhân dân - 1999, in lại 2003); Ảo ảnh; Nơi tổng thống Hoa Kỳ đi qua (2004); Người cùng sư đoàn và Phía sau người lính (2009)…; về tiểu thuyết có: Người ở thượng nguồn (NXB Quân đội nhân dân - 1983); Giám định của đất (NXB Quân đội nhân dân - 1987, tái bản lần 1: 1999, lần 2: 2007); Những cuộc tình đã qua (1989); Khoảng sáng không mất (Tiểu thuyết - NXB Quân đội nhân dân - 1992, tái bản: 2000); Thượng Đức (2005, tái bản lần 1: 2007, lần 2: 2010) và Đỉnh máu (2013, đã tái bản).
Trong tiểu thuyết Thượng Đức của Nguyễn Bảo, có một chi tiết thú vị đó là nhân vật nhà văn Nguyễn Hiếu lấy nguyên mẫu là nhà văn Nguyễn Chí Trung. Nguyễn Chí Trung sau này là Thiếu tướng, được tặng Giải thưởng Nhà nước về Văn học Nghệ thuật năm 2012.
Ông được trao các giải thưởng: Giải thưởng Văn học 5 năm của Bộ Quốc phòng (1994 - 1999) và (1999 - 2004); Giải thưởng Hội Nhà văn Việt Nam năm 2006; Giải thưởng Văn học nghệ thuật Đất Quảng lần thứ nhất.
Năm 2022, ông được tặng Giải thưởng Nhà nước về Văn học Nghệ thuật với tiểu thuyết Thượng Đức.

## Tác phẩm chính

### Truyện ngắn, ký:
- Biển đêm (NXB Quân đội nhân dân - 1982);
- Những người sẽ vào thành phố (1996);
- Điều bất ngờ (1999);
- Quà tặng (NXB Quân đội nhân dân - 1999, in lại 2003);
- Ảo ảnh;
- Nơi tổng thống Hoa Kỳ đi qua (2004);
- Người cùng sư đoàn
- Phía sau người lính (2009)

### Tiểu thuyết:
- Người ở thượng nguồn (NXB Quân đội nhân dân - 1983);
- Giám định của đất (NXB Quân đội nhân dân - 1987, tái bản lần 1: 1999, lần 2: 2007);
- Những cuộc tình đã qua (1989);
- Khoảng sáng không mất (Tiểu thuyết - NXB Quân đội nhân dân - 1992, tái bản: 2000);
- Thượng Đức (2005, tái bản lần 1: 2007, lần 2: 2010)
- Đỉnh máu (2013, đã tái bản)

## Vinh danh
- Giải thưởng Nhà nước về Văn học Nghệ thuật năm 2022

### Giải thưởng văn học
- Giải thưởng Văn học 5 năm của Bộ Quốc phòng (1994 - 1999) và (1999 - 2004);
- Giải thưởng Hội Nhà văn Việt Nam năm 2006;
- Giải thưởng Văn học nghệ thuật Đất Quảng lần thứ nhất.